# Serie ATI Rage
ATI Rage (estilizado como RAGE o rage) es una serie de chips gráficos desarrollados por ATI Technologies que ofrecen interfaz gráfica de usuario (GUI), aceleración 2D, aceleración de video y aceleración 3D desarrollados por ATI Technologies. Es el sucesor de la serie ATI Mach de aceleradores 2D.

## 3D RAGE (I)
El chip 3D RAGE original (también conocido como Mach64 GT) se basó en un núcleo Mach64 2D con nueva funcionalidad 3D y aceleración MPEG-1. El 3D RAGE se lanzó en abril de 1996. El 3D RAGE se utilizó en la placa de video 3D Xpression de ATI. Además, este chip se encontró integrado en la línea IBM Aptiva 2176 con el estuche Stealth y vino con una copia gratuita de MechWarrior 2: 31st Century Combat que solo funcionaba con este chip gráfico para mostrar sus habilidades. La configuración de memoria en este chip integrado era de 2 Megabytes.

## 3D RAGE II (II+, II+DVD, IIc)

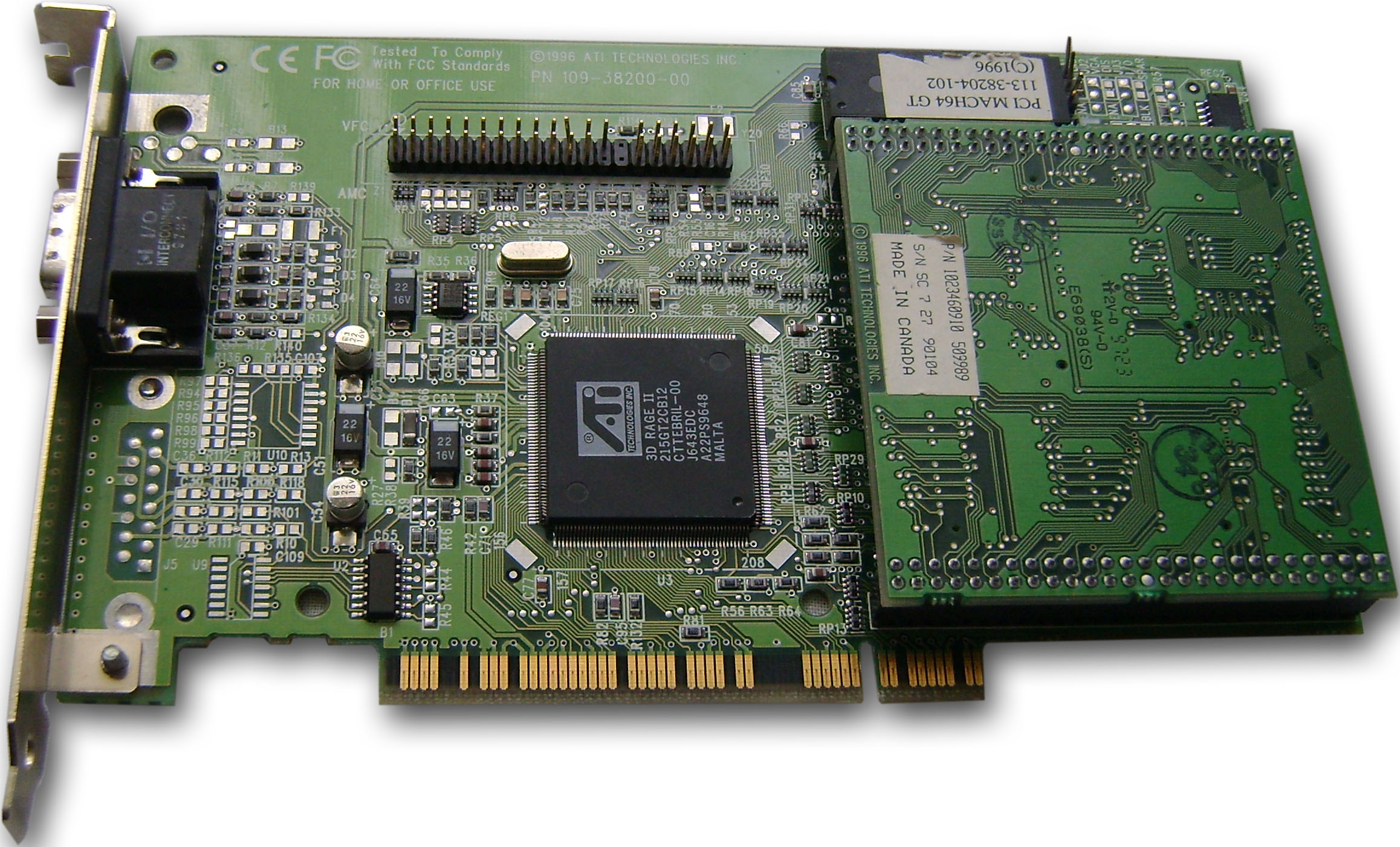
Tarjeta gráfica ATI 3D Rage II

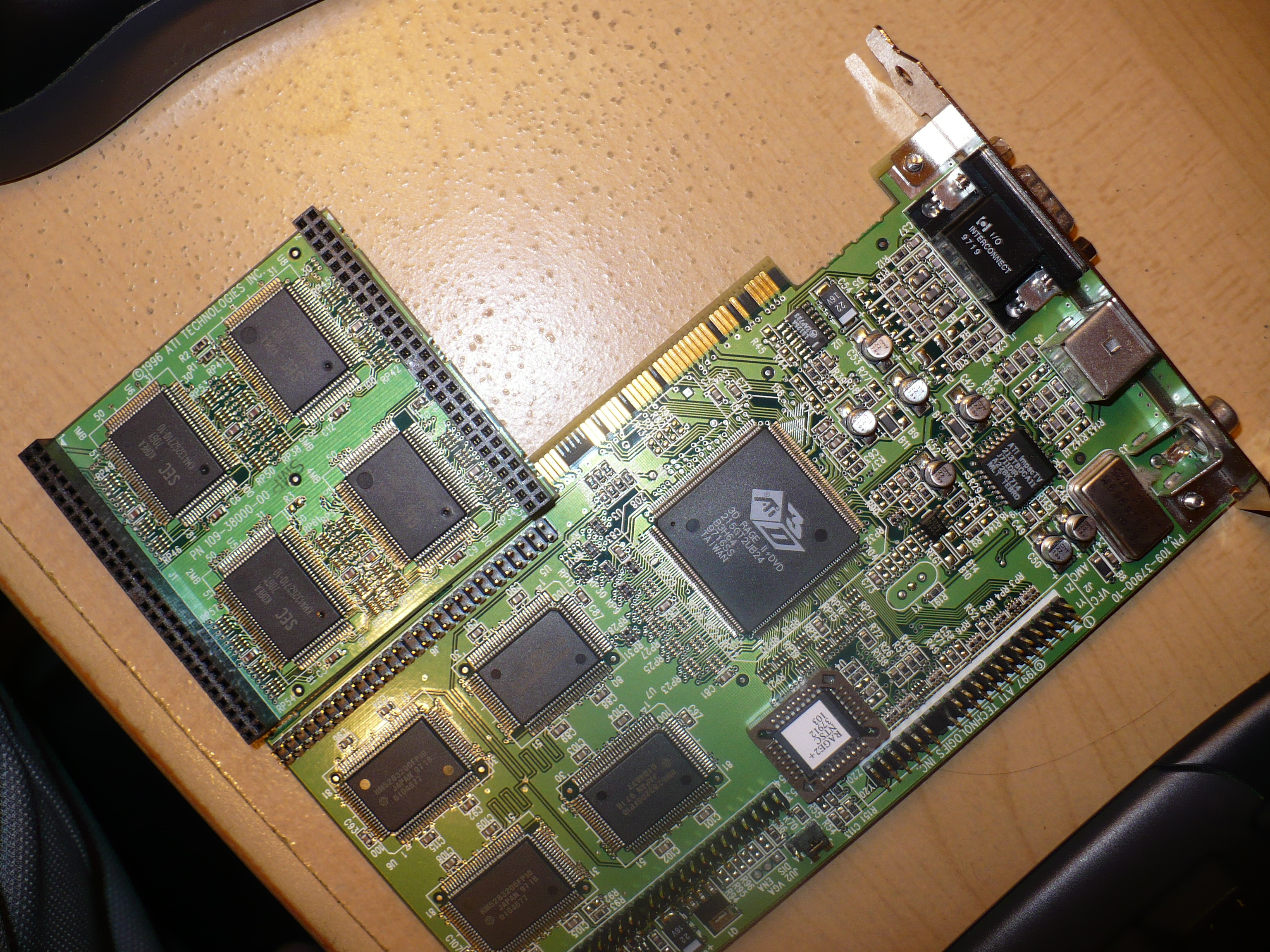
ATI 3D Rage II+ DVD con el panel Vertex M1 retirado

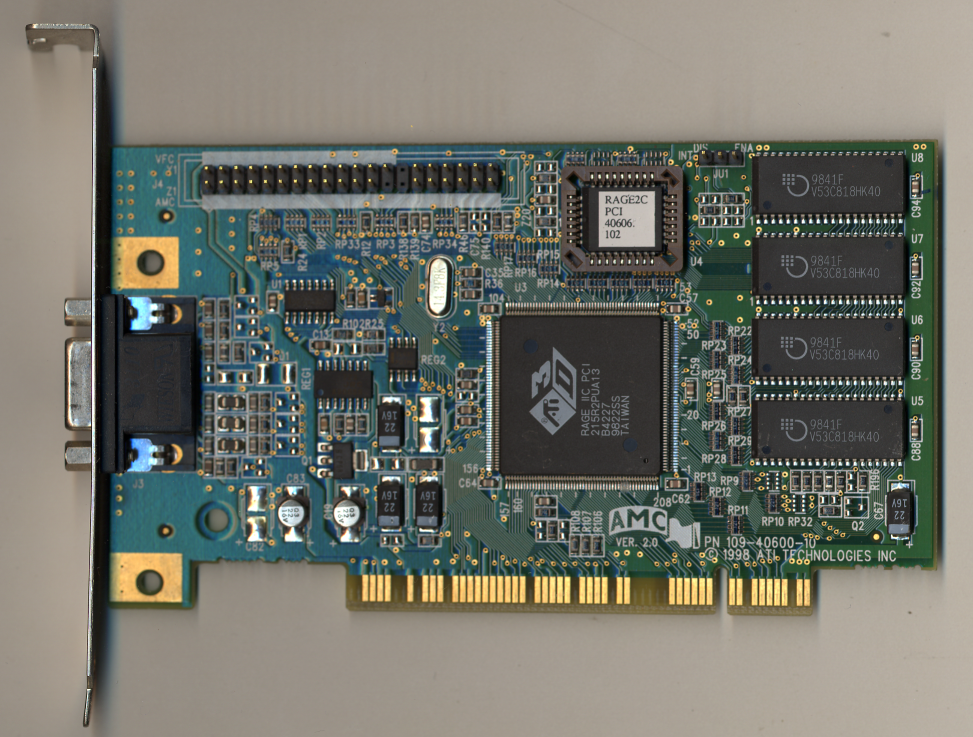
Tarjeta PCI ATI Rage IIc

El Rage de segunda generación (también conocido como Mach64 GT-B) ofreció un rendimiento 3D aproximadamente dos veces mayor. Su procesador de gráficos se basó nuevamente en un motor GUI Mach64 rediseñado que proporcionó un rendimiento 2D óptimo con memoria EDO de ciclo único o SGRAM de alta velocidad. El chip 3D Rage II era una versión mejorada compatible con pines del acelerador 3D Rage. El chip compatible con bus PCI de segunda generación mejoró el rendimiento 2D en un 20 por ciento y agregó soporte para la reproducción de MPEG-2 (DVD). El chip también tenía soporte de controlador para Microsoft Direct3D y Reality Lab, QuickDraw 3D Rave, Criterion RenderWare y Argonaut BRender. Los controladores OpenGL están disponibles para la comunidad profesional de CAD y 3D y los controladores Heidi están disponibles para los usuarios de AutoCAD. Los controladores también se proporcionan en sistemas operativos que incluyen Windows 95, Windows NT, Mac OS, OS/2 y Linux . ATI también envió un chip complementario de codificador de TV para RAGE II, el chip ImpacTV.
RAGE II se integró en varias computadoras Macintosh, incluida la primera revisión de Macintosh G3 (Beige), Power Mac 6500. En las PC compatibles con IBM, varias placas base y tarjetas de video también usaban el conjunto de chips, incluidas: 3D Xpression +, 3D Pro Turbo y All-in-Wonder original.
El 3D Rage IIc fue la última versión del núcleo Rage II y ofreció soporte AGP opcional. El Rage IIc se integró en una computadora Macintosh, el iMac G3 /233 original (Rev. A.).
- Especificaciones para Rage II+DVD:
  - Núcleo de 60 MHz
  - Memoria SGRAM de hasta 83 MHz
  - Ancho de banda de memoria de 480 MB/s
  - DirectX 5.0

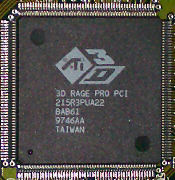
Chip RAGE Pro

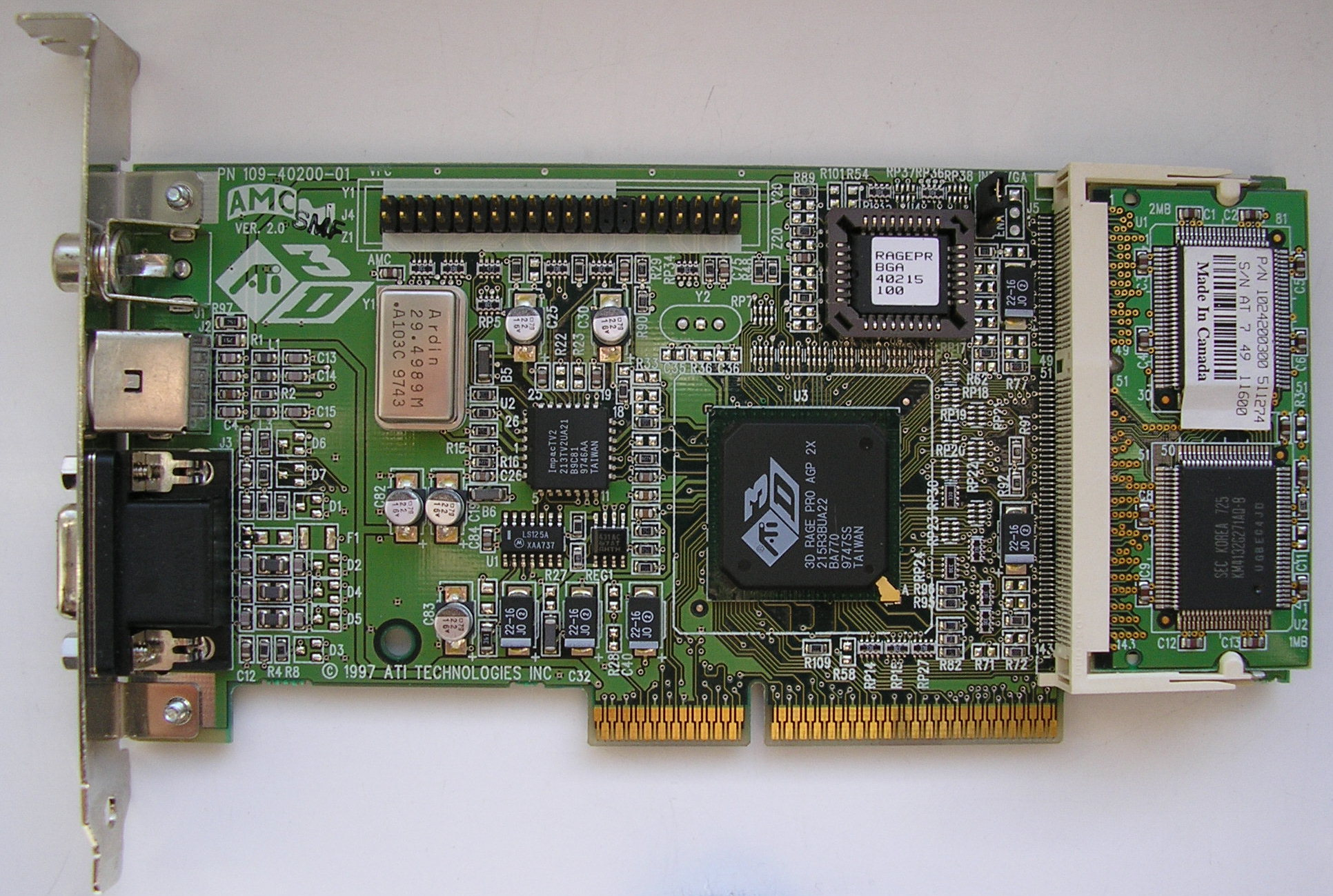
ATI Xpert@Play, AGP, 8 MB de RAM

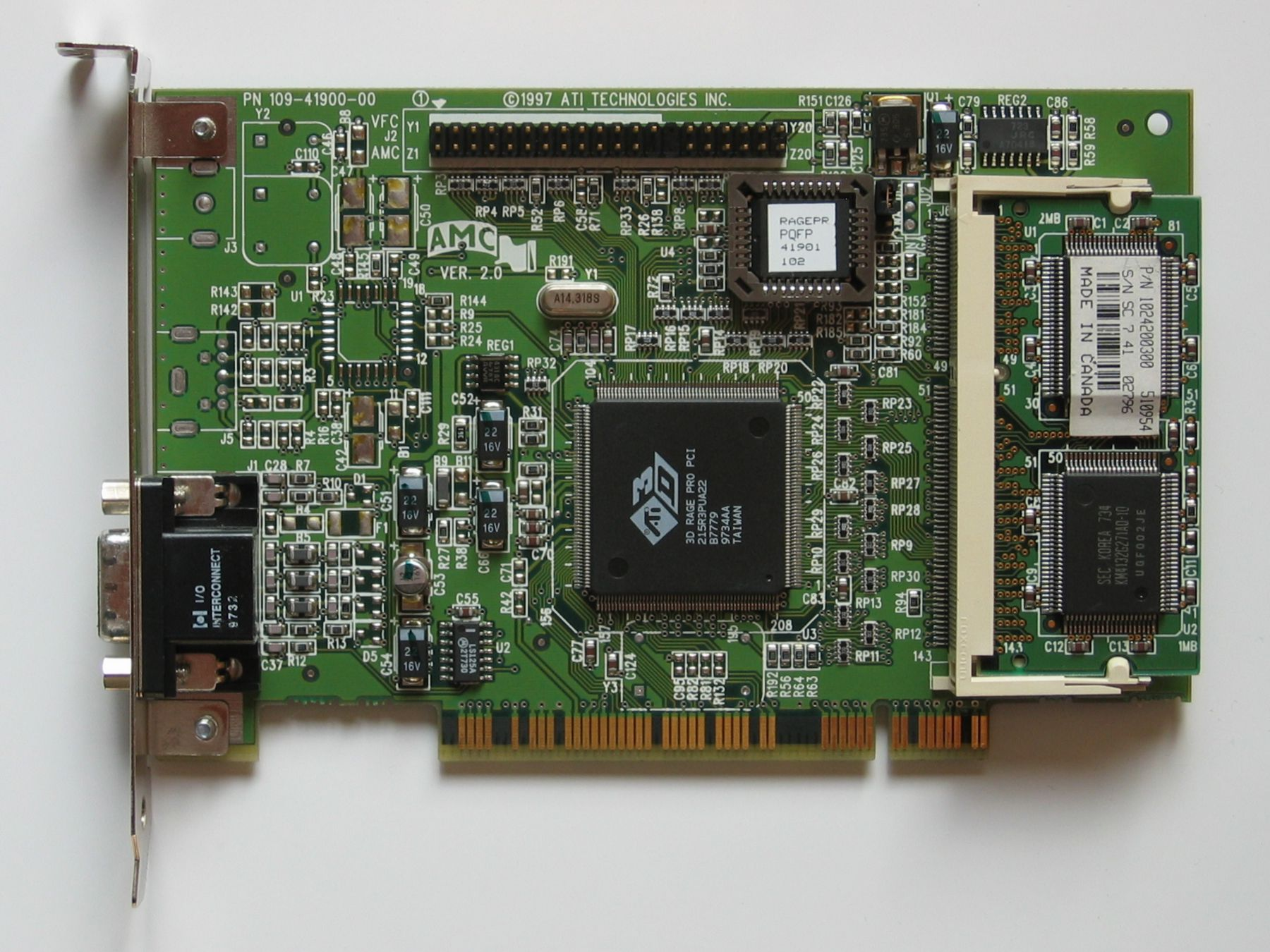
ATI Xpert@Work, PCI, 8 MB de RAM

ATI realizó una serie de cambios en 3D RAGE II: un nuevo motor de configuración de triángulos, mejoras en la corrección de perspectiva, compatibilidad con niebla e implementaciones de transparencia, compatibilidad con iluminación especular y compatibilidad mejorada con reproducción de video y DVD. El chip 3D Rage Pro fue diseñado para el puerto de gráficos acelerados (AGP) de Intel, aprovechando el texturizado en modo de ejecución, la canalización de comandos, el direccionamiento de banda lateral y los protocolos completos de modo 2x. Las versiones iniciales se basaban en configuraciones de memoria de gráficos estándar: hasta 8 MiB de SGRAM o 16 MB de WRAM, dependiendo del modelo.
RAGE Pro ofreció un rendimiento en el rango del acelerador RIVA 128 de Nvidia y Voodoo de 3dfx, pero en general no logró igualar o superar a sus competidores. Esto, además de su falta (temprana) de compatibilidad con OpenGL, perjudicó las ventas de lo que se promocionaba como una solución de juego sólida. En febrero de 1998, ATI introdujo la versión 2x AGP del Rage Pro en el mercado OEM e intentó reinventar el Rage Pro para el mercado minorista, cambiando simultáneamente el nombre del chip a Rage Pro Turbo y lanzando un nuevo conjunto de controladores Rage Pro Turbo. (4.10.2312) que supuestamente aumentó el rendimiento en un 40%. En realidad, las primeras versiones del nuevo controlador solo ofrecían un mayor rendimiento en puntos de referencia como 3D Winbench 98 de Ziff-Davis y Final Reality. En los juegos, el rendimiento realmente sufrió. A pesar de la mala introducción, el nombre Rage Pro Turbo se mantuvo y, finalmente, ATI pudo lanzar versiones actualizadas del controlador que otorgaron un aumento visible en el rendimiento de los juegos; sin embargo, esto aún no fue suficiente para atraer mucho interés de los entusiastas de la PC.
El 3D Rage Pro se vendió principalmente en el mercado minorista como Xpert@Work o Xpert@Play, con la única diferencia de un puerto de salida de TV en la versión Xpert@Play . También fue el chipset gráfico incorporado en las estaciones de trabajo Sun Ultra 5/10, su primer modelo de computadora en ofrecer componentes básicos de hardware de PC, así como el chipset gráfico incorporado de la segunda revisión de Macintosh G3 (Beige).
- Especificaciones generales para el 3D Rage Pro:
  - Núcleo de 75 MHz
  - 4, 8 y 16 MB y 100 MHz de memoria SGRAM/WRAM
  - Ancho de banda de memoria de 800 MB/s
  - DirectX 6.0

## RAGE LT (portátil) y RAGE LT Pro (escritorio)

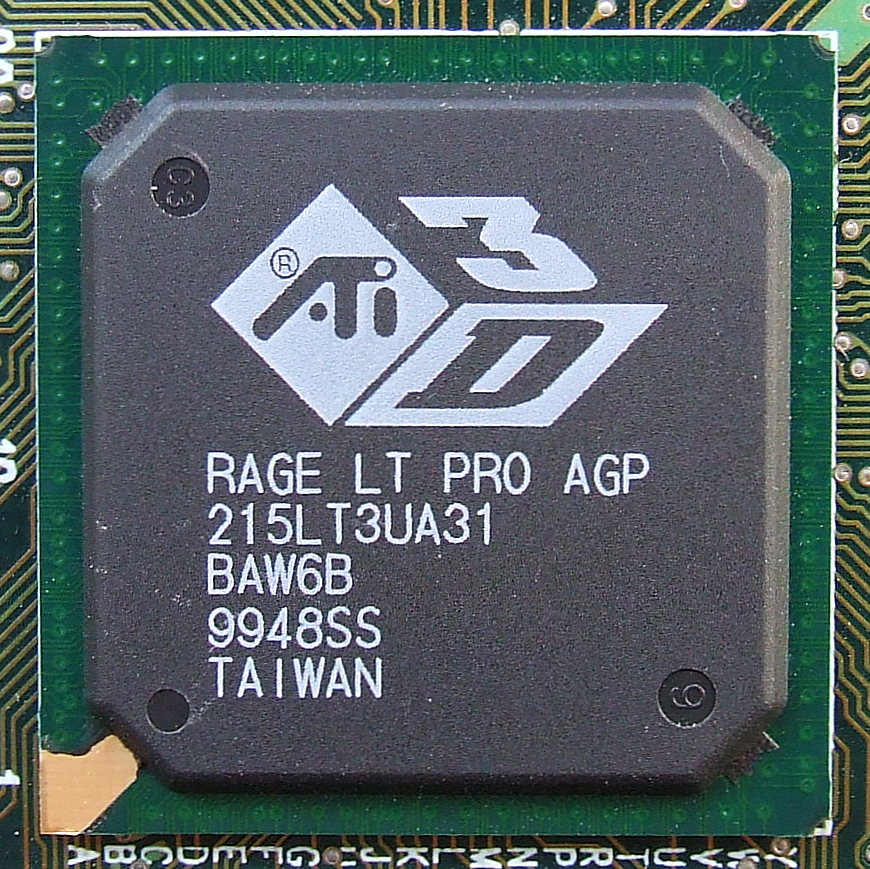
Chip Rage LT

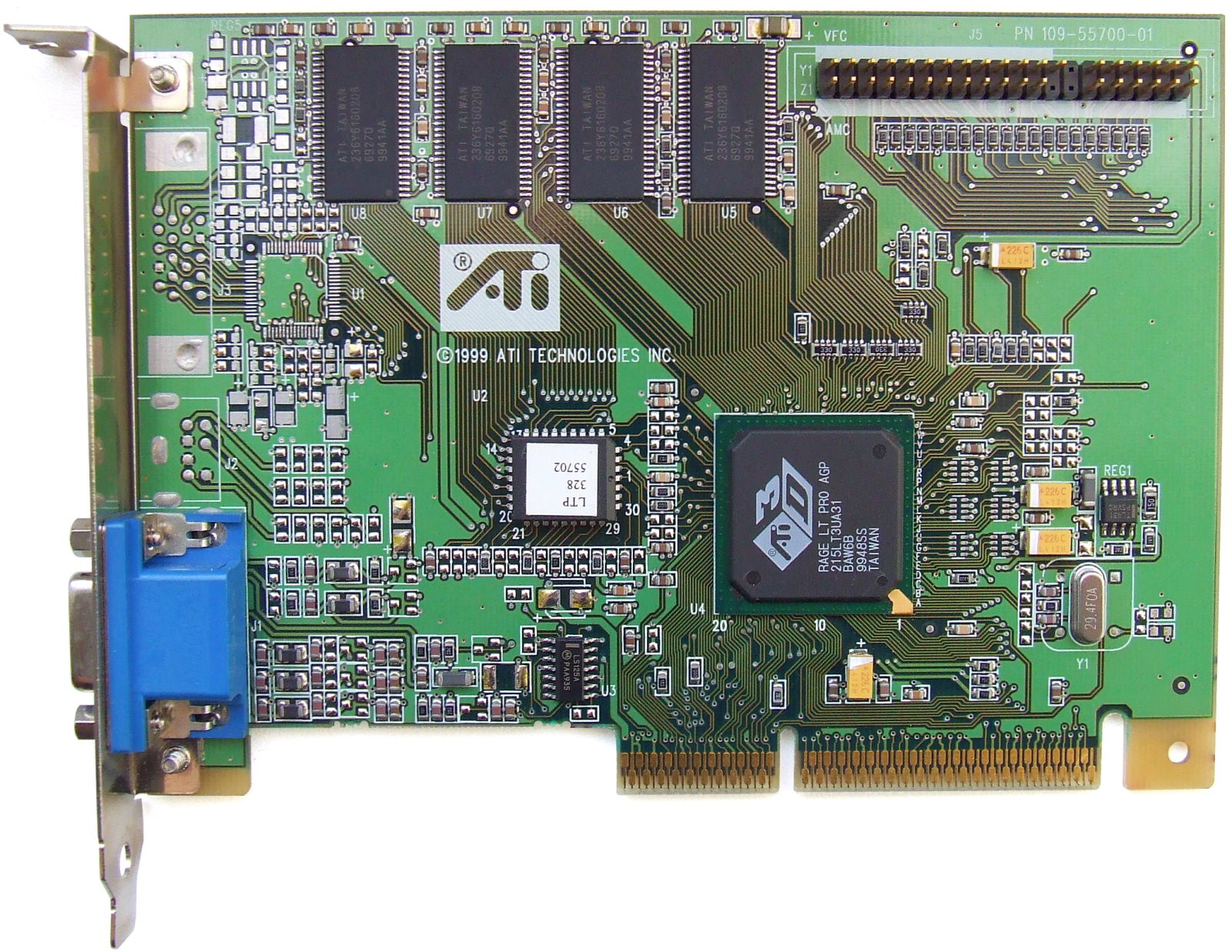
ATI Rage LT Pro AGP, 8 MB SDRAM

Rage LT o Mach64 LT a menudo se implementaban en placas base y en aplicaciones móviles como computadoras portátiles. Este chip de finales de 1996 era muy similar al Rage II y admitía la misma codificación de aplicaciones. Integró un transmisor de señalización diferencial de bajo voltaje (LVDS) para pantallas LCD de portátiles y administración avanzada de energía (control de energía bloque por bloque). RAGE LT PRO, basado en 3D RAGE PRO, fue la primera GPU móvil en usar AGP.
Ofrecía expansión radiométrica filtrada, que ajustaba automáticamente las imágenes al tamaño de pantalla completa. ImpacTV2+ de ATI está integrado con el chip RAGE LT PRO para admitir la visualización en múltiples pantallas; es decir, salidas simultáneas a TV, CRT y LCD. Además, el RAGE LT PRO puede manejar dos pantallas con diferentes imágenes y/o frecuencias de actualización con el uso de controladores CRT duales e independientes integrados.
El Rage LT Pro se usaba a menudo en tarjetas de video de escritorio que tenían un puerto VESA Digital Flat Panel para controlar digitalmente algunos monitores LCD de escritorio.
Después de que ATI dejó de producir RAGE LT, ATI utilizó Rage 128 y Rage 128 Pro como chip base para su nueva Mobility Mobile Graphics.

## RAGE XL
La Rage XL era una tarjeta basada en RAGE Pro de bajo costo . Como chip de bajo consumo con capacidad de aceleración 2D y 3D, el Rage XL se usó en muchas tarjetas gráficas de gama baja. También se vio en placas base Intel en 2004, y todavía se usaba en 2006 para placas base de servidor. El Rage XL ha sido reemplazado por el ATI ES1000 para uso de servidor.
El chip era básicamente un Rage Pro encogido, optimizado para ser muy económico para aplicaciones en las que solo se necesitaban gráficos básicos.
Rage XL ha mejorado el filtrado bilineal en texturas transparentes en comparación con Rage Pro.

## RAGE 128 (entrada y gama media)

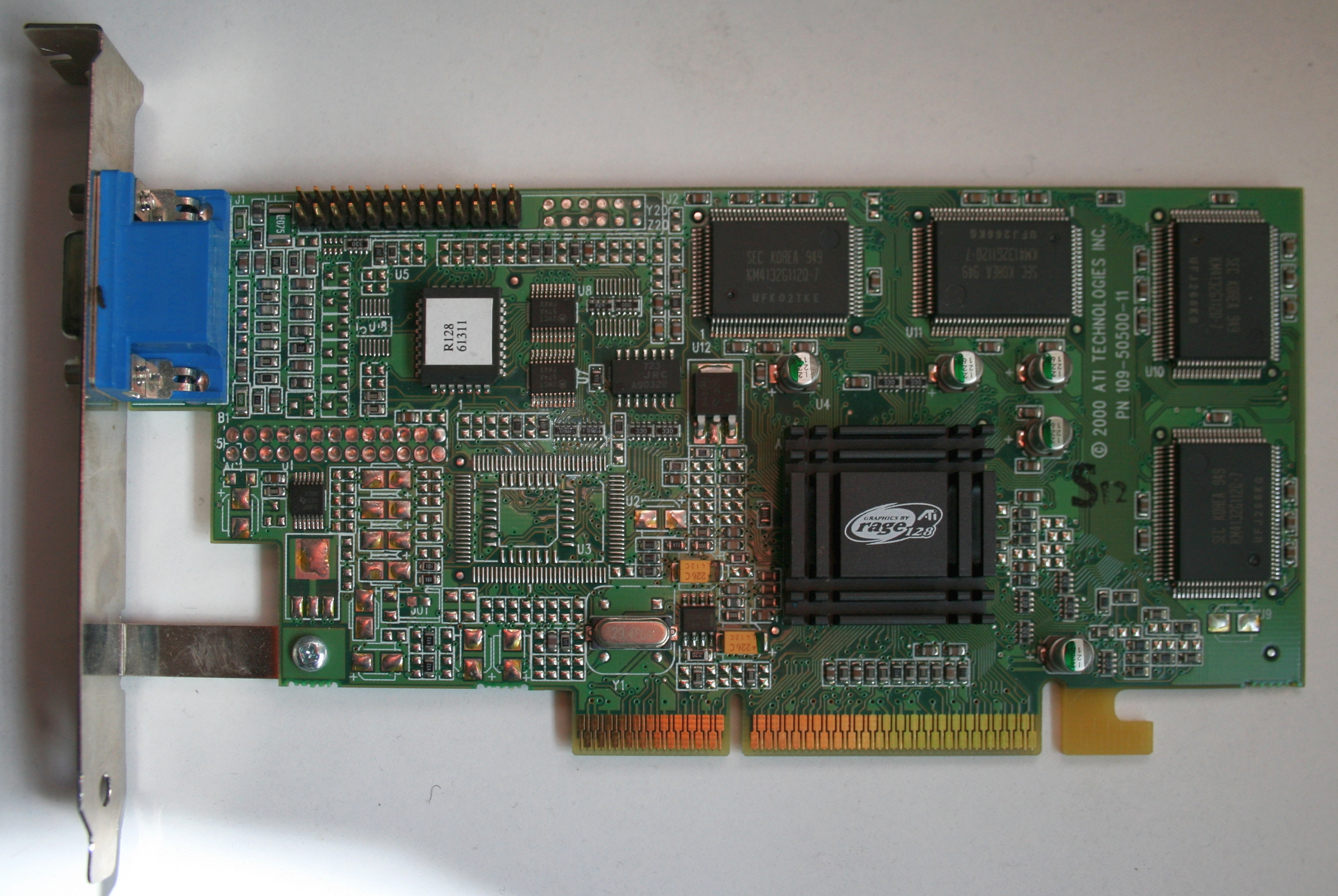
ATI Rage 128GL, 32 MB SGRAMA

En la continua lucha por crear el acelerador 3D más rápido y avanzado, ATI presentó el RAGE 128 . El chip se anunció en dos versiones, RAGE 128 GL y RAGE 128 VR. Además del precio más bajo del chip VR, la principal diferencia era que el primero era un diseño completo de 128 bits, mientras que el VR, que todavía tenía un procesador interno de 128 bits, usaba una interfaz de memoria externa de 64 bits.

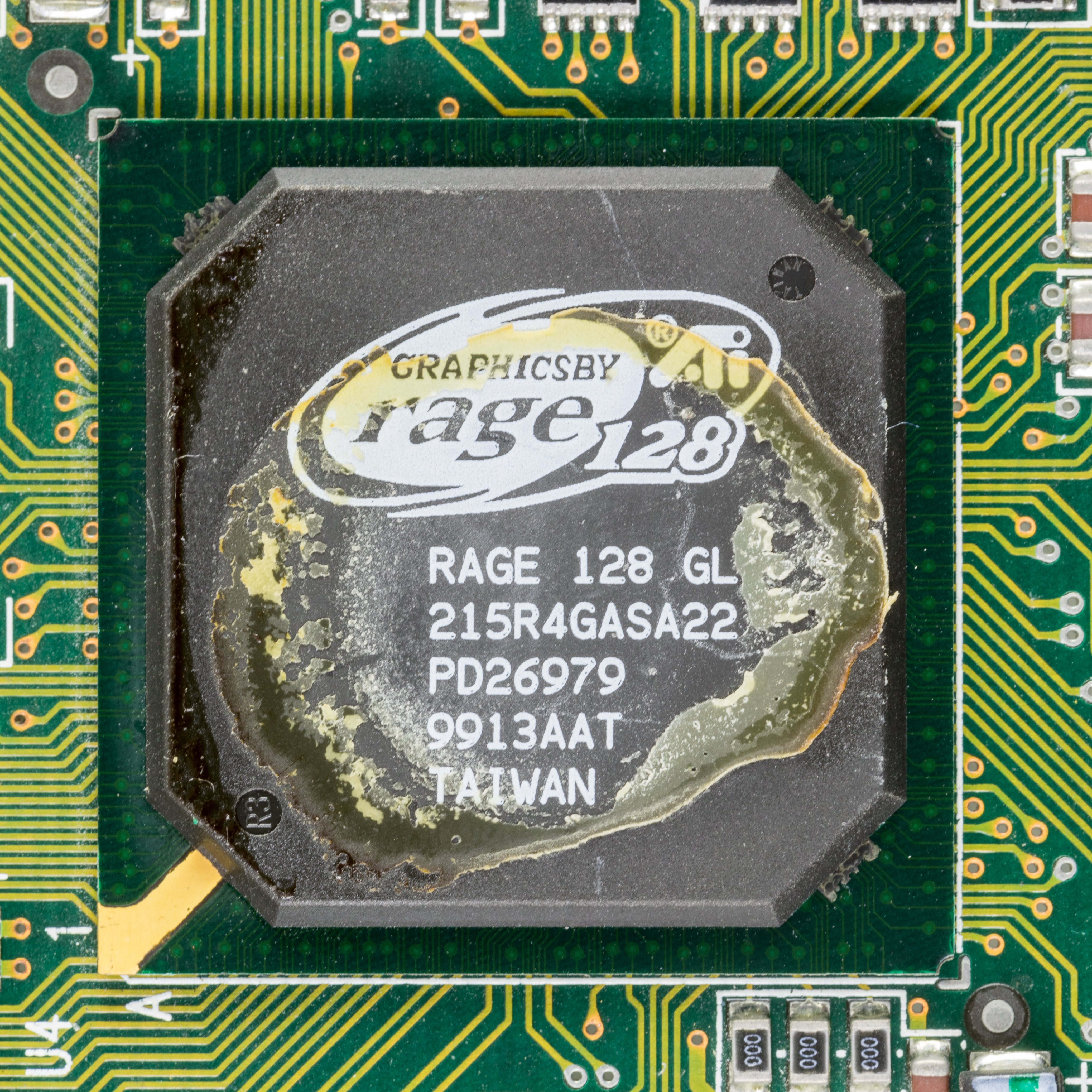
Chip Rage 128

- Magnum: una placa de estación de trabajo para OEM con 32 MB SDRAM.
- furia furiosa - 32 MB de memoria SDRAM y el mismo rendimiento que la Magnum, esta tarjeta complementaria se comercializó para juegos de PC.
- Experto 128 - 16 MB SDRAM y, como los demás, utilizaba el chip RAGE 128 GL.
- Rage Orion: diseño RAGE 128 GL diseñado específicamente para Mac OS con 16 MB de Memoria SDRAM, compatibilidad con OpenGL y QuickDraw 3D /RAVE,[3] esencialmente un Xpert 128 específico del mercado. Esta tarjeta admitía más y diferentes resoluciones de video que los diseños RAGE 128 específicos de Mac posteriores. Esta tarjeta se comercializó para juegos de Macintosh.
- Nexus 128: también un diseño RAGE 128 GL específico para Mac, pero con 32 MB de RAM, similar al Rage Fury. Esta tarjeta estaba dirigida a profesionales gráficos.
- Xclaim VR 128: también un diseño RAGE 128 GL específico para Mac con 16 MB de memoria SDRAM, pero incluye captura de video, salida de video, compatibilidad con sintonizador de TV y aceleración de video QuickTime.[3]
- Xpert 2000: diseño de RAGE 128 VR con interfaz de memoria de 64 bits.

Rage 128 era compatible con Direct3D 6 y OpenGL 1.2. Admitía muchas funciones de los chips RAGE anteriores, como la configuración triangular, la aceleración de DVD y un núcleo acelerador VGA/GUI capaz.
RAGE 128 agregó aceleración de transformada de coseno discreta inversa (IDCT) al repertorio de DVD. Fue el primer renderizador de textura dual de ATI, ya que podía generar dos píxeles por reloj ( tuberías de dos píxeles). El procesador era conocido por su modo de color de 32 bits de buen rendimiento, pero también por su modo de 16 bits con tramado deficiente; curiosamente, el RAGE 128 no era mucho más rápido en color de 16 bits a pesar de los requisitos de ancho de banda más bajos.
En el modo de 32 bits, RAGE 128 era más que un rival para RIVA TNT, y Voodoo 3 no admitía 32 bits en absoluto. El chip estaba destinado a competir con Nvidia RIVA TNT, Matrox G200 y 3dfx Voodoo 2 en 1998.
ATI implementó una técnica de almacenamiento en caché que llamó Twin Cache Architecture (TCA) con Rage 128. El Rage 128 usó un Búfer de 8 kB para almacenar téxeles que fueron utilizados por el motor 3D. Para mejorar aún más el rendimiento, los ingenieros de ATI también incorporaron un caché de píxeles de 8 KB que se utiliza para escribir píxeles en el búfer de fotogramas.
- 8 millones de transistores, fabricación de 0,25 micrómetros
- Conjunto de características 3D
  - Compatibilidad de hardware para matrices de vértices, compatibilidad con tablas de niebla y niebla
  - Composición alfa, niebla basada en vértices y Z, texturas de video, iluminación de textura
  - Filtrado de texturas bilineal y trilineal de un solo reloj y composición de texturas
  - Texturizado mip-mapped de perspectiva correcta con compatibilidad con chroma-key
  - Reflejos basados en vértices y Z, sombras, focos, polarización 1.00
  - Eliminación de superficies ocultas con búfer Z de 16, 24 o 32 bits
  - Gouraud y polígonos sombreados especulares
  - Suavizado de líneas y bordes, mapeo de relieve, búfer de esténcil de 8 bits
- 250 MHz RAMDAC, AGP 2×

## Rage 128 Pro / Rage Fury (gama alta) y Rage Fury MAXX (entusiasta)

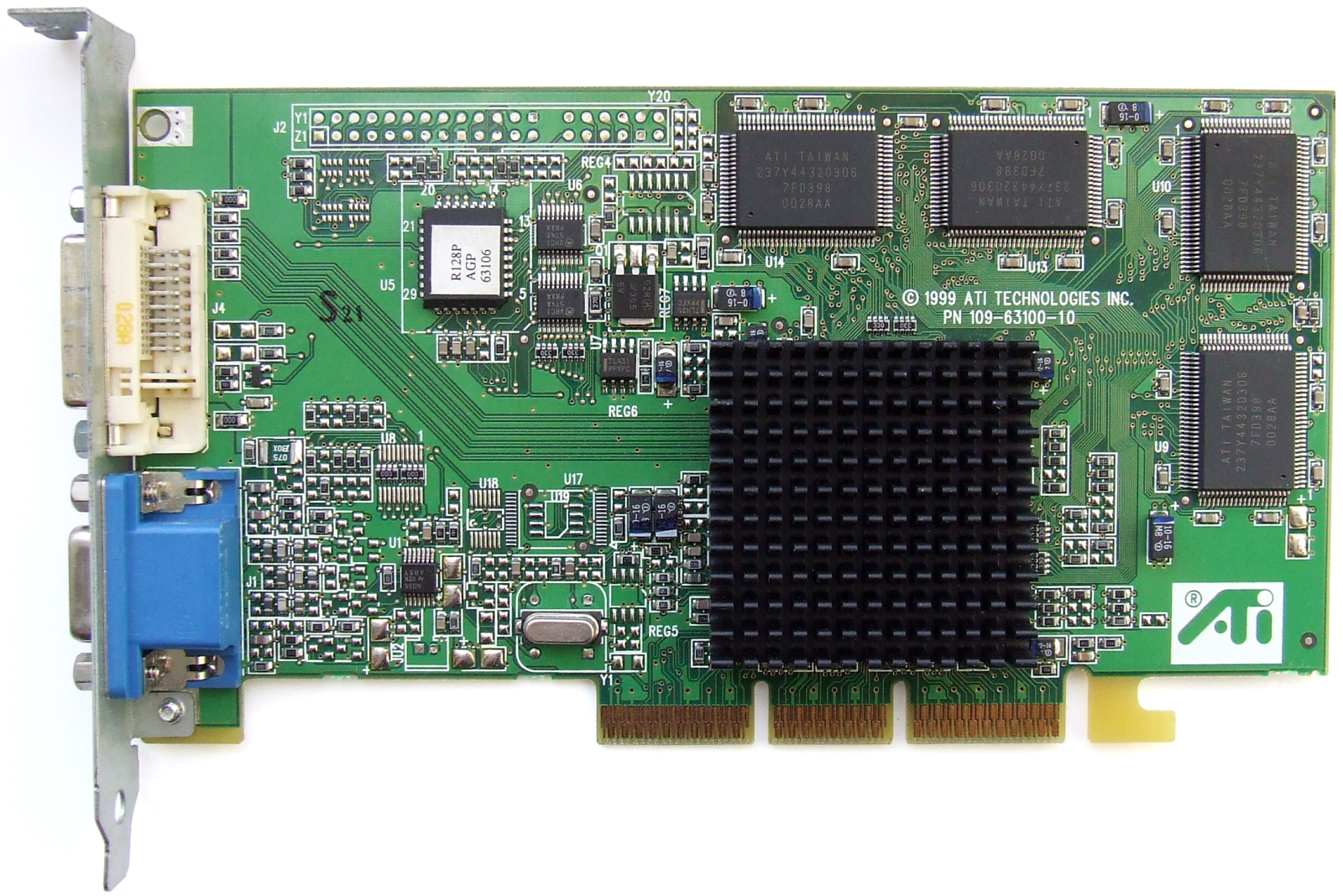
ATI Rage 128 Pro DVI, 32 MB SGRAM

Más tarde, ATI desarrolló un sucesor del Rage 128 original, llamado Rage 128 Pro. Este chip incluía varias mejoras, incluido un motor de configuración de triángulos mejorado que duplicó el rendimiento geométrico a ocho millones de triángulos/s, mejor filtrado de texturas, compresión de texturas DirectX 6.0, AGP 4×, compatibilidad con DVI y un chip Rage Theatre para entrada de TV compuesta y S-Video. Este chip se usó en las placas Rage Fury Pro orientadas a los juegos y en la Xpert 2000 PRO orientada a los negocios. El Rage 128 Pro fue generalmente un rival parejo para Voodoo 3 2000, RIVA TNT2 y Matrox G400, pero a menudo se vio obstaculizado por su reloj más bajo (a menudo a 125 MHz) cuando compite contra los Voodoo3 3500, TNT2 ultra y G400 MAX de gama alta.

### Representación de fotogramas alternativos en RAGE Fury MAXX

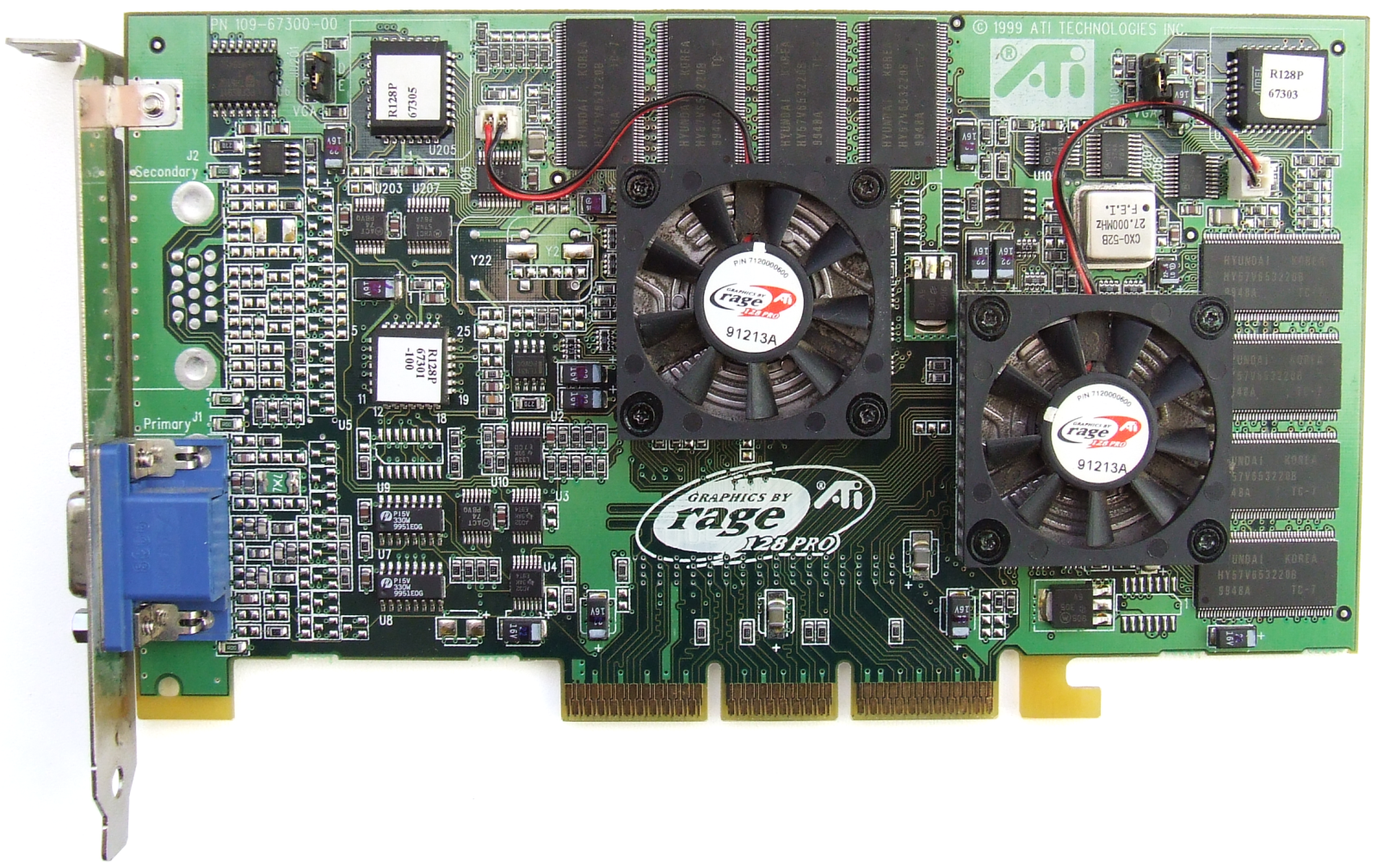
ATI Rage Fury MAXX, 2 SDRAM de 32 MB

La placa Rage Fury MAXX tenía dos chips Rage 128 Pro en una configuración de representación de cuadros alternativos (AFR) para permitir un aumento de casi el doble en el rendimiento. Como su nombre lo indica, AFR representa cada fotograma en un procesador de gráficos independiente. Esta placa estaba destinada a competir con NVIDIA GeForce 256 y más tarde con 3dfx Voodoo 5. Si bien fue capaz de igualar un poco las placas SDR GeForce 256 de 32 MB, las tarjetas GeForce 256 con memoria DDR aún resultaron fácilmente. Aunque había pocos juegos que admitieran la transformación, el recorte y la iluminación (T&L) de hardware en ese momento, la falta de T&L de hardware del MAXX lo pondría en desventaja cuando tales títulos se generalizaran.
Más tarde, ATI descubrió que los sistemas operativos Windows NT 5.x (Windows 2000, XP) no admitían GPU AGP duales en la forma en que ATI las había implementado. NT los puso a ambos en el bus AGP y cambió entre ellos, por lo que la placa solo podía funcionar como un solo Rage 128 Pro con el rendimiento de una tarjeta Rage Fury. El sistema operativo óptimo para Rage Fury MAXX es Windows 98/ME. Windows 95 y Mac OS no eran compatibles.

## Rage 6 (ahora llamadoRadeon)
El acelerador de gráficos Rage 128 Pro fue la revisión final de la arquitectura Rage y el último uso de la marca Rage. Si bien la siguiente iteración inicialmente tenía el nombre en código Rage 6, ATI decidió cambiarle el nombre a Radeon (AMD todavía usa el nombre hasta ahora, después de adquirir ATI.)

## Rage Mobility (portátiles)

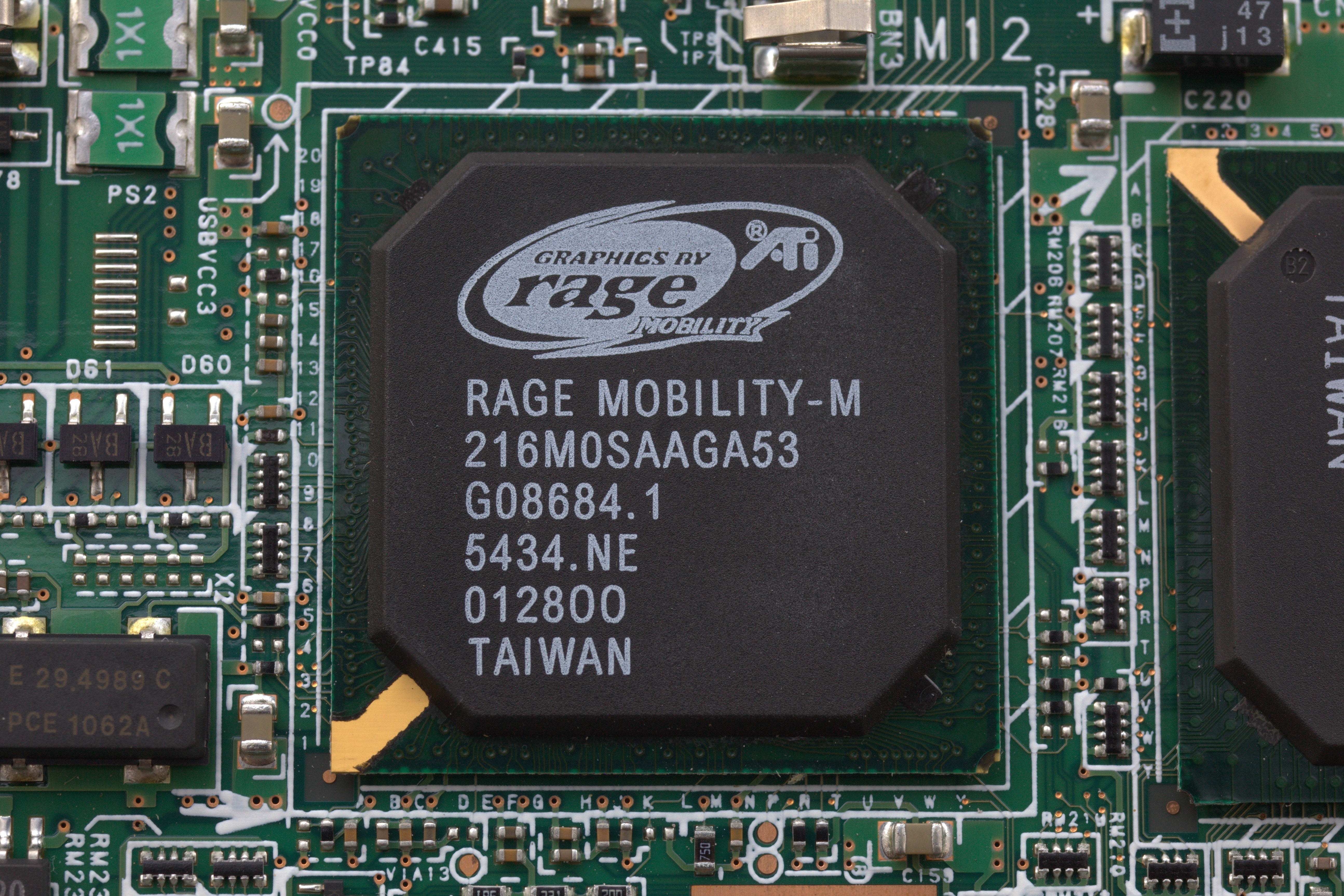
Una ATI Rage Mobility-M de una computadora portátil de la serie Fujitsu Lifebook P

Rage Mobility sucedió a Rage LT y Rage LT Pro Casi todas las versiones de Rage se usaron en aplicaciones móviles, pero también hubo algunas versiones especiales de estos chips que se optimizaron para esto. Fueron las primeras soluciones gráficas de ATI en llevar el nombre Mobility. Dichos chips incluían:
- RAGE Mobility C / EC / L / M2, (basado en RAGE Pro) (compensación de movimiento)
- RAGE Mobility P / M / M1 (basado en RAGE Pro) (compensación de movimiento, IDCT)
- RAGE Mobility 128 / M3 / M4 (basado en RAGE 128 Pro) (compensación de movimiento, IDCT)

## Modelos

### Modelos de escritorio
- Nivel Básico
  - 3D RAGE
  - 3D RAGE II / II+DVD / IIc
  - 3D RAGE XL
  - 3D RAGE Pro / Xpert@Play / Xpert@Home
- Rango medio
  - RAGE Magnum (Gráficos para estaciones de trabajo OEM)
  - RAGE 128 VR / Xpert 2000 Pro
  - RAGE 128 GL / Experto 128
- Gama alta
  - RAGE 128 Pro
  - RAGE 128 Ultra (versión OEM de 128 Pro)
- Entusiasta
  - RAGE Fury Pro (único Rage 128 Pro)
  - RAGE Fury MAXX (Dual Rage 128 Pro con chip de teatro)

### Tarjetas específicas de Apple (basadas en el chip RAGE 128 GL)
- Xclaim VR 128
- Nexus128
- Rage Orion

## Galería

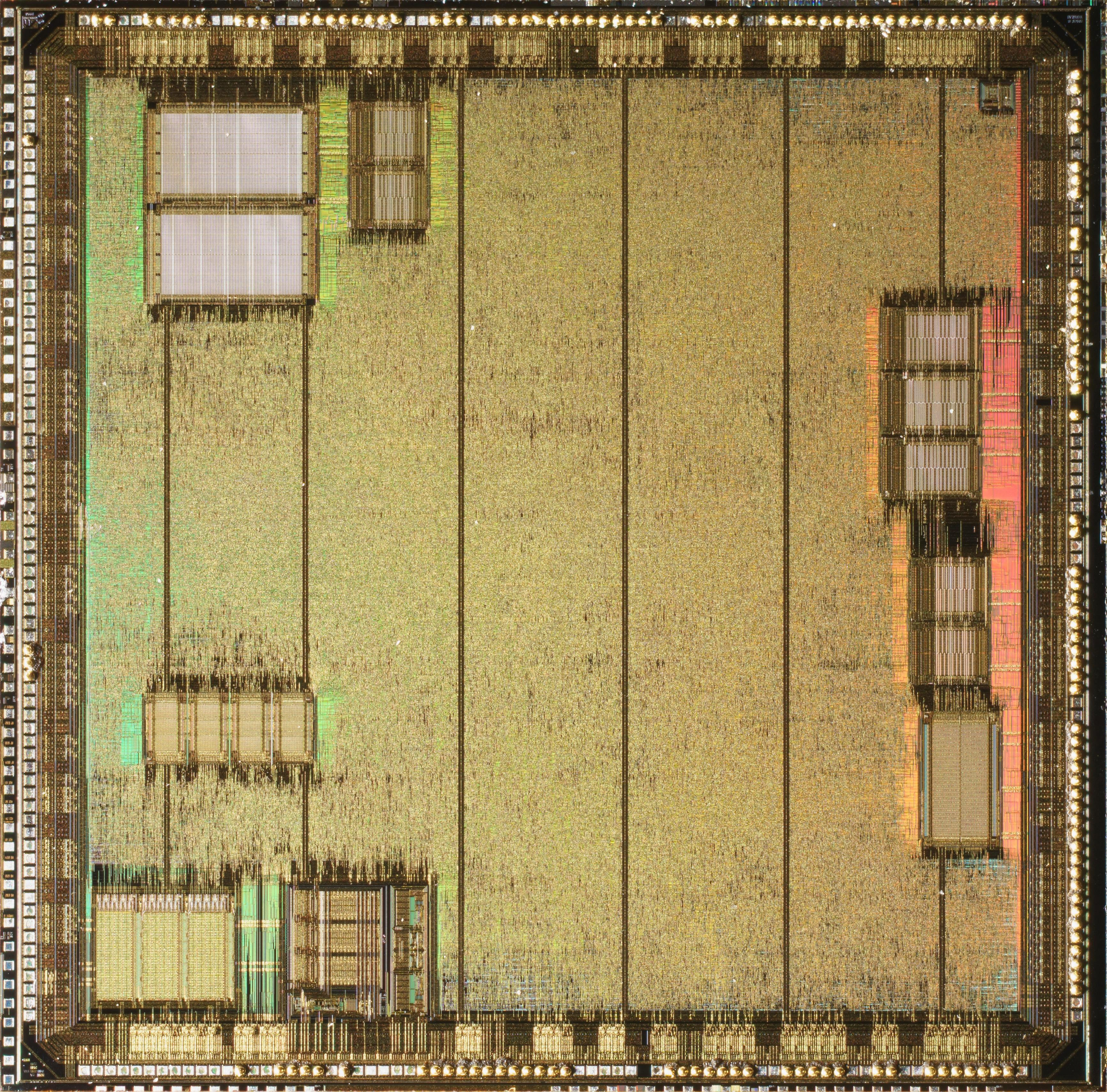
RAGE 3D II
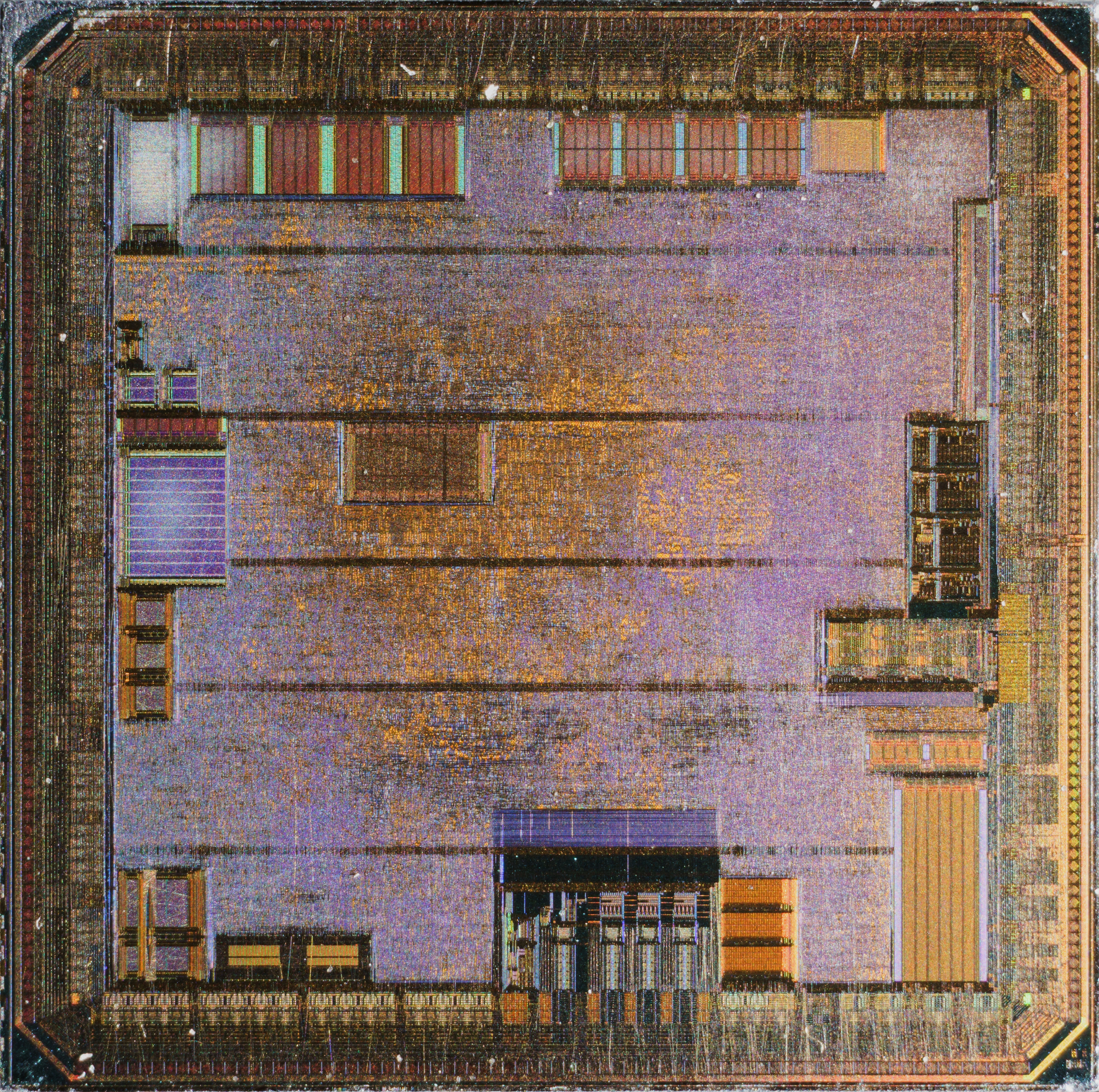
Rage XL
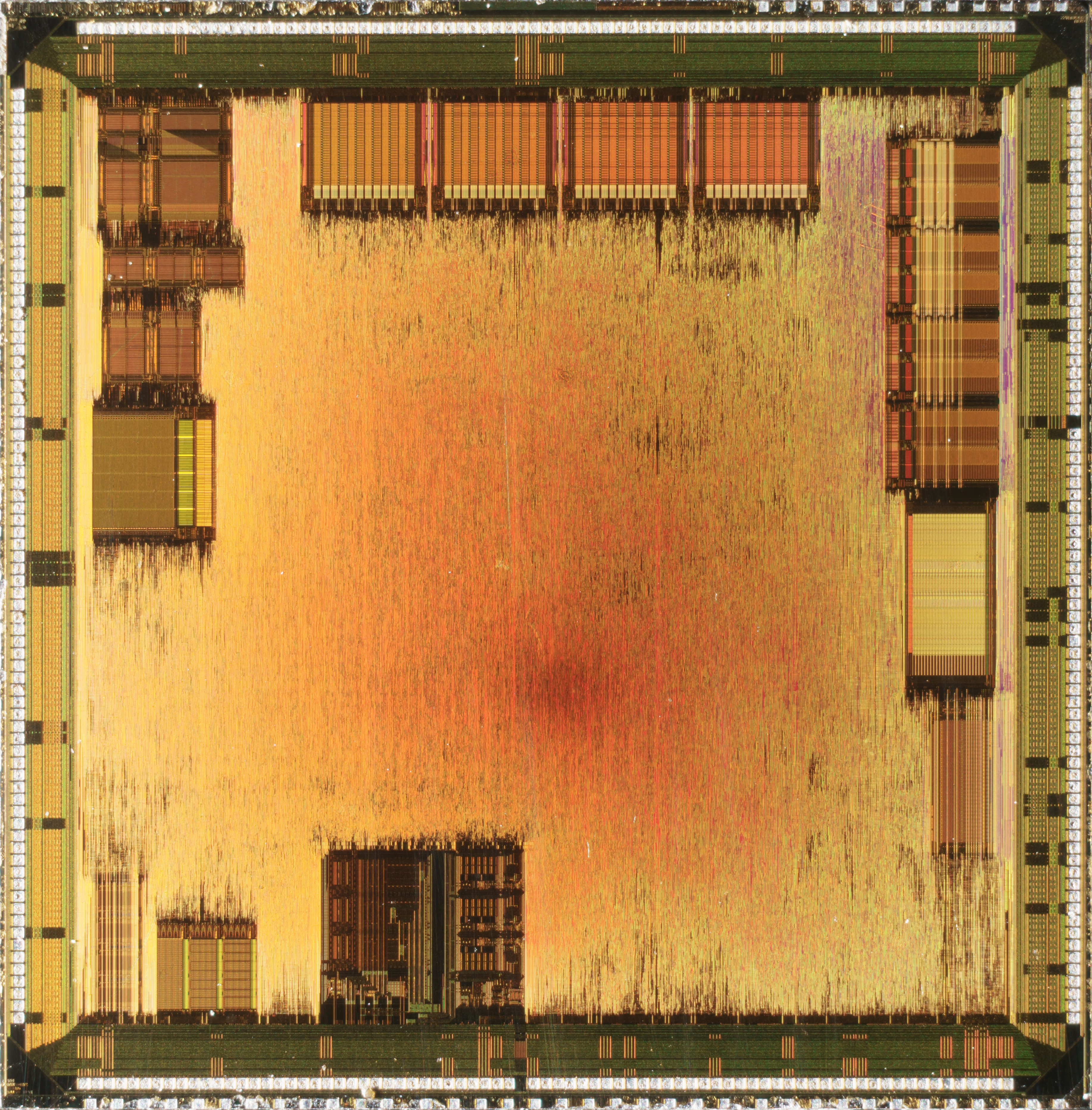
Rage  PRO
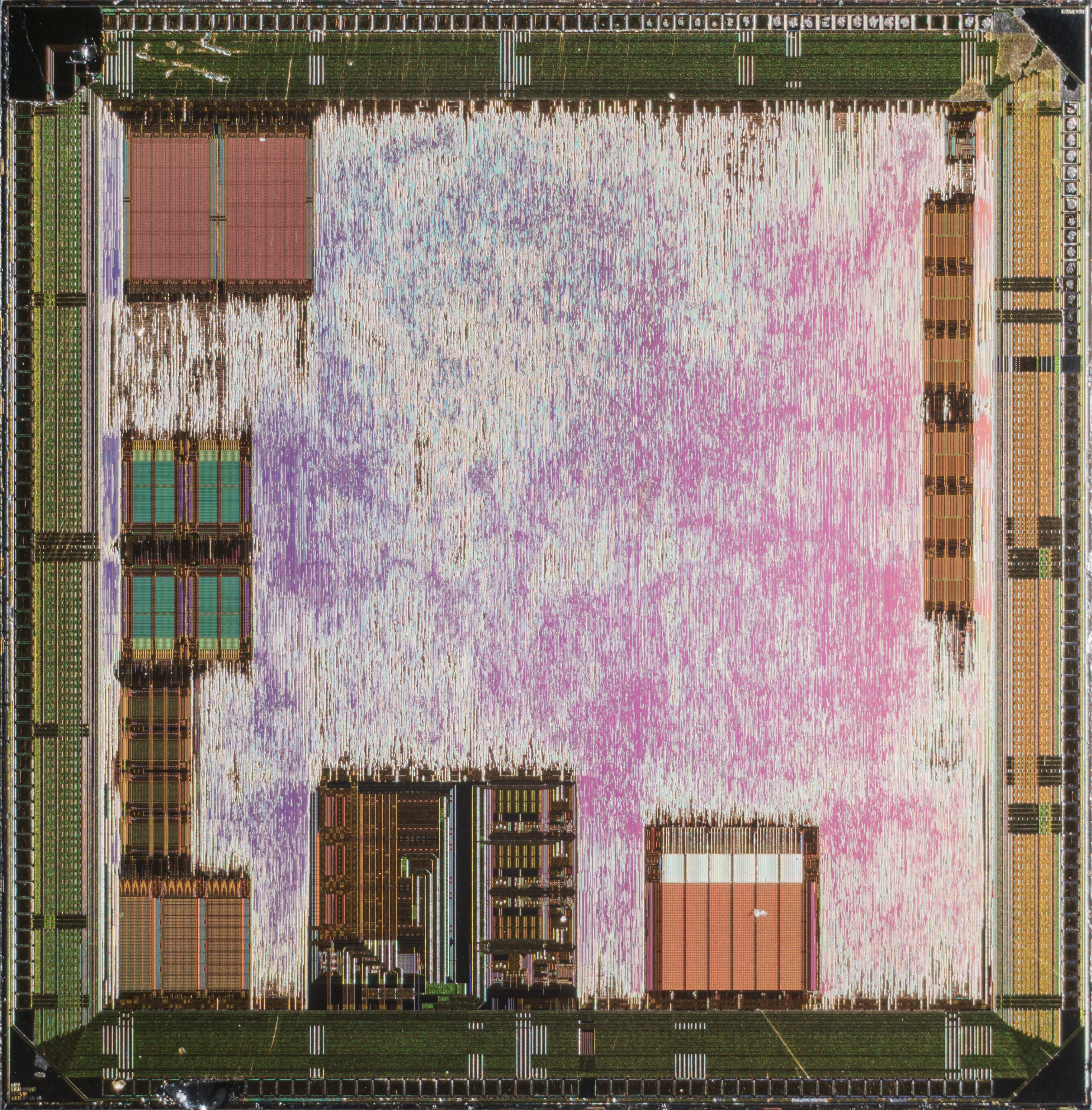
Rage IIC
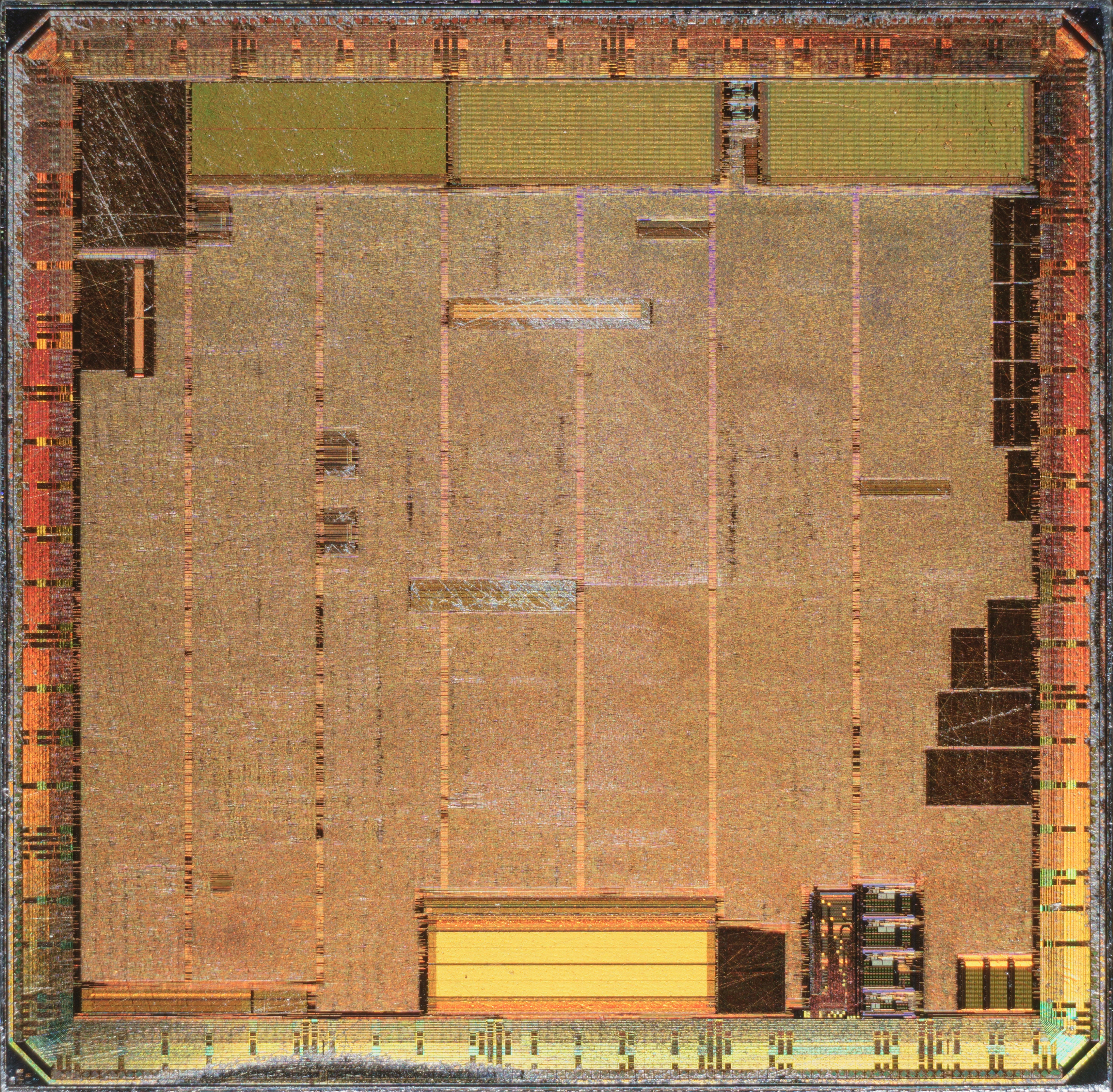
Rage 128 GL
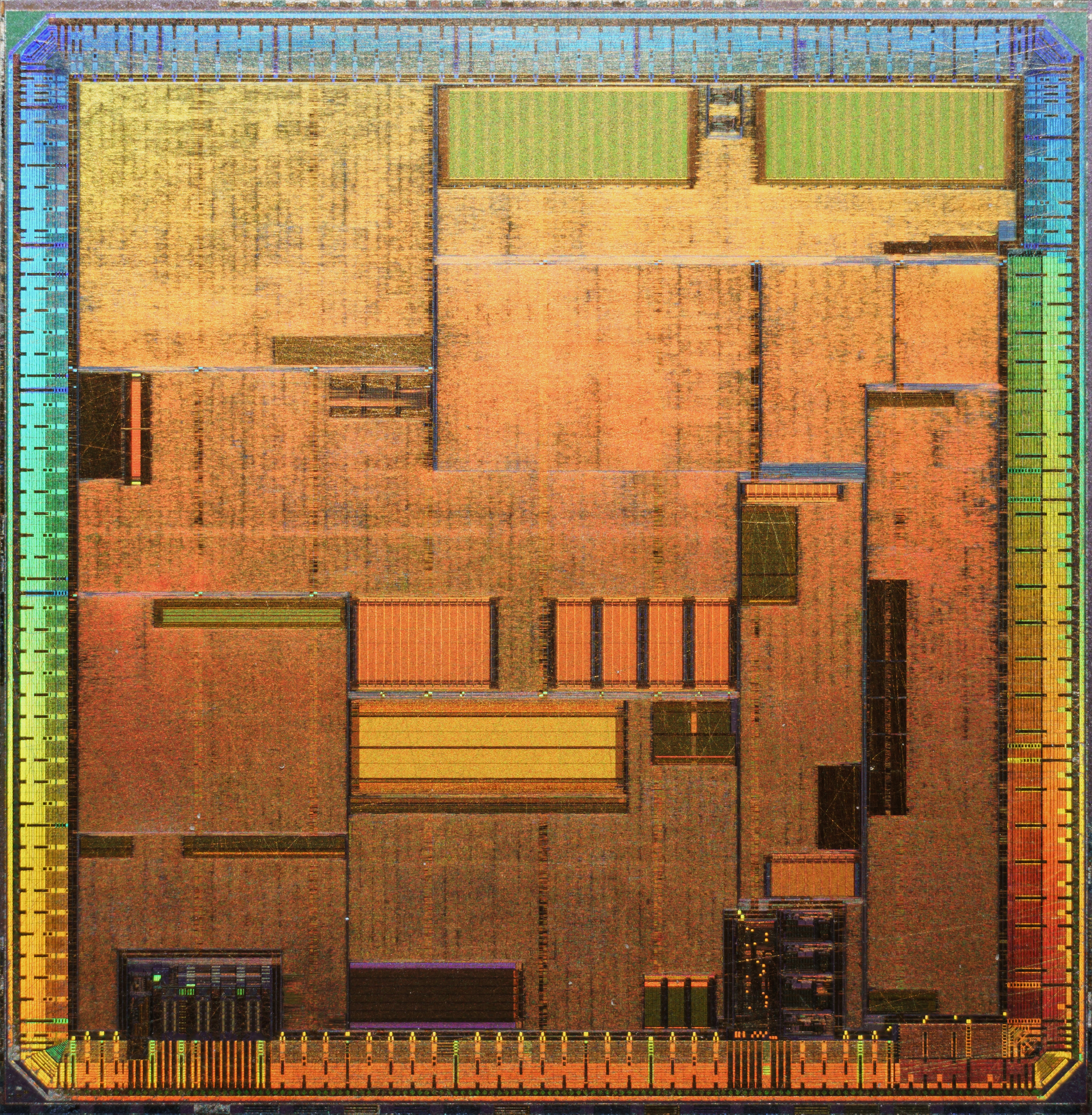
Rage 128 Pro

### General
- "ATI RAGE Fury Pro Review" de Silvino Orozco y Thomas Pabst, Tom's Hardware, 8 de octubre de 1999, consultado el 15 de enero de 2006
- "Comunicado de prensa Rage LT de ATI" de ATI Technologies, 11 de noviembre de 1996
- "Comunicado de prensa Rage LT PRO de ATI" de ATI Technologies, 10 de noviembre de 1997
- "Comunicado de prensa 3D Rage PRO de ATI" de ATI Technologies, 24 de marzo de 1997
- "XPERT 2000 PRO" de ATI Technologies, consultado el 15 de enero de 2006
- "3D Winbench 98: solo un punto de referencia engañoso o el mejor objetivo para hacer trampa ?" de Thomas Pabst, Tom's Hardware, 15 de febrero de 1998, consultado el 1 de junio de 2006
- "Comunicado de prensa de disponibilidad de ATI 3D Rage" Archivado el 15 de septiembre de 2016 en Wayback Machine., 1 de abril de 1996